# الحرب الإنجليزية الهولندية الرابعة

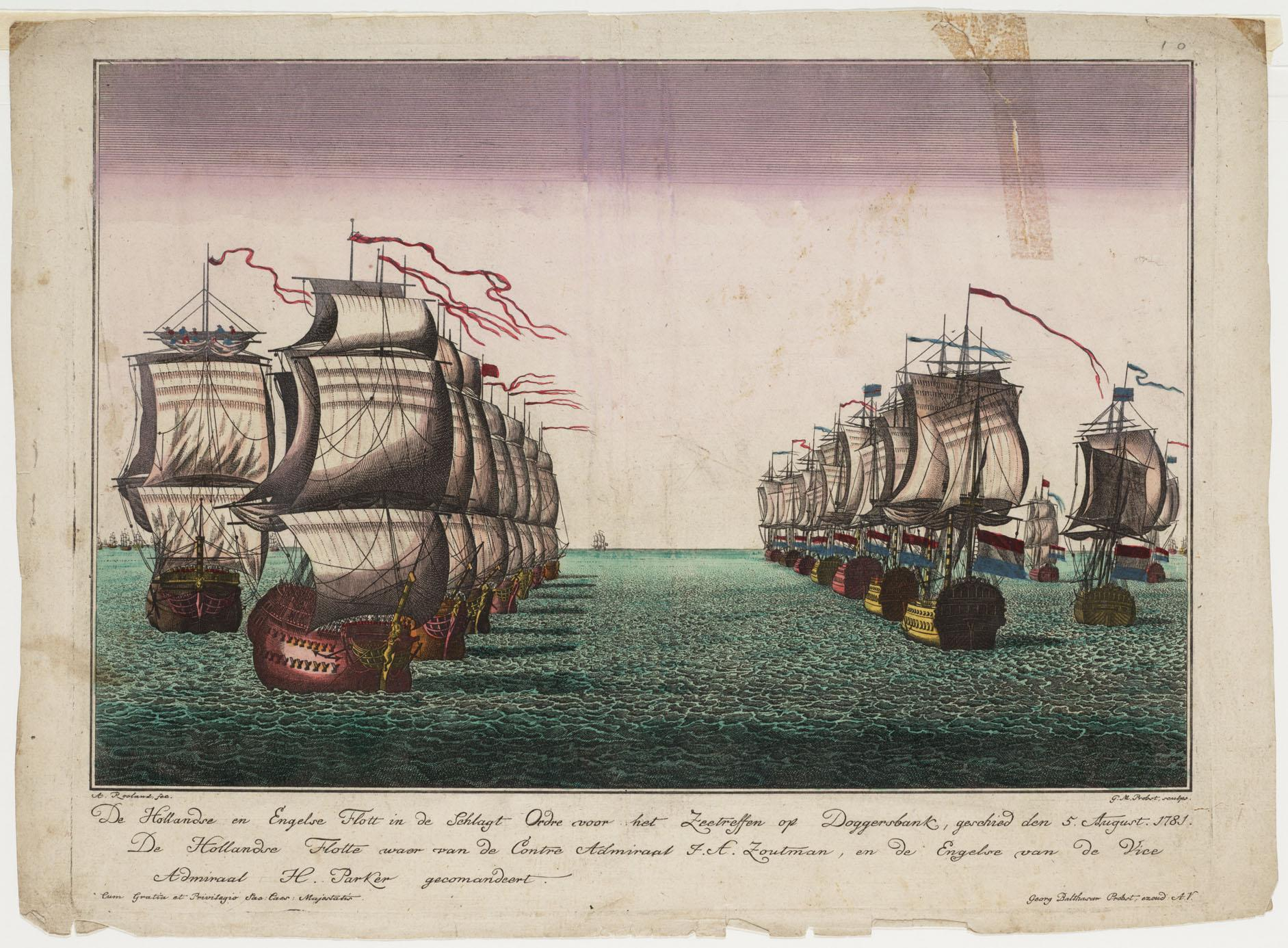

الحرب الإنجليزية الهولندية الرابعة (بالهولندية: Vierde Engels-Nederlandse Oorlog؛ 1780-1784): هي صراع بين مملكة بريطانيا العظمى وجمهورية هولندا. اندلعت الحرب -المتزامنة مع حرب الاستقلال الأمريكية- بسبب الخلافات البريطانية والهولندية حول شرعية التجارة الهولندية وممارستها مع أعداء بريطانيا في تلك الحرب.
على الرغم من أن جمهورية هولندا لم تدخل في تحالف رسمي مع الولايات المتحدة وحلفائها، نجح السفير الأمريكي (والرئيس المقبل) جون آدامز في إقامة علاقات دبلوماسية مع جمهورية هولندا، ما جعلها ثاني دولة أوروبية تعترف دبلوماسيًا بالكونغرس القاري في أبريل 1782. في أكتوبر 1782، أبرمت معها أيضًا معاهدة الصداقة والتجارة.
كانت معظم الحرب سلسلة من العمليات البريطانية الموجّهة ضد المصالح الاقتصادية الاستعمارية الهولندية، على الرغم من أن القوات البحرية البريطانية والهولندية اشتبكت مرة قبالة الساحل الهولندي. انتهت الحرب بشكل كارثي بالنسبة للهولنديين وكشفت ضعف المؤسسات السياسية والاقتصادية للجمهورية.

## خلفية الحرب
على الرغم من أن بريطانيا العظمى وجمهورية هولندا كانتا حليفتين منذ الثورة المجيدة عام 1688، أصبح الهولنديون الشريك الأصغر في التحالف، وفقدوا تدريجيًا هيمنتهم السابقة على التجارة العالمية أمام البريطانيين. خلال فترة غياب الستاتهاودر الثانية، تنازلت جمهورية هولندا بشكل أو بآخر عن ادعاءاتها كقوة كبرى وأصبح هذا واضحًا لبقية أوروبا خلال حرب الخلافة النمساوية. عند اقتراب نهاية تلك الحرب في عام 1747، استعادت الثورة الأورانية منصب الستاتهاودر بسلطات واسعة إلى حد كبير للستاتهاودر (أصبح المنصب وراثيًا). ومع ذلك، لم يؤدِّ ذلك إلى عودة الجمهورية قوة كبرى بسبب ما اعتبره كثيرون في الجمهورية سوء إدارة من الوصاية على الستاتهاودر القاصر وليام الخامس، ثم خلال فترة حكمه. بدلاً من ذلك، ظلت الجمهورية محايدة بعناد خلال حرب السنوات السبع، ما جعلها تهمل كلًا من جيشها وقواتها البحرية. كان نظام الستاتهاودر مواليًا لبريطانيا (لكون الستاتهاورد حفيدَ جورج الثاني ملك بريطانيا العظمى)، لهذا السبب فضّل معارضوه فرنسا، وكان هؤلاء المعارضون على قدر من النفوذ في برلمان هولندا (الهيئة الحاكمة للجمهورية التي كان «خادمها الأول» هو الستاتهاودر) للحفاظ على حياد السياسة الخارجية الهولندية.
في البداية، فكّر البريطانيون في طلب المساعدة من الحلفاء الهولنديين لقمع التمرد في مستعمراتهم الثلاث عشرة في أمريكا الشمالية، إذ حاولوا «استعارة» اللواء الإسكتلندي المرتزقة التابع لجيش الولايات الهولندية لاستخدامه في الأمريكيتين، بطريقة مماثلة لفرقتي جنود هسن وبراونشفايغ الذين استأجروهم ونشروهم. لكن المتعاطفين الهولنديين مع الثورة الأمريكية عارضوا هذا بشدة بقيادة البارون جوان فان دير كابيلين توت دين بول الذي نجح في إقناع البرلمان برفض الطلب البريطاني.
الأهم من ذلك أن التجار الهولنديين -بالأخص تجار أمستردام- شاركوا في تقديم الأسلحة والذخيرة للثوار بعد فترة وجيزة من بدء الحرب الثورية الأمريكية. نُفّذت هذه التجارة بشكل رئيس عبر ميناء إعادة التصدير لجزيرة سينت أوستاتيوس، وهي مستعمرة تابعة لشركة الهند الشرقية الهولندية في منطقة البحر الكاريبي. هناك، استورِدت البضائع الاستعمارية الأمريكية، مثل التبغ والنيلج (بما يتعارض مع قوانين الملاحة البريطانية) وأُعيد تصديرها إلى أوروبا. بالنسبة لحمولتهم العائدة، اشترى الأمريكيون الأسلحة والذخائر والمخازن البحرية التي جلبها التجار الهولنديون والفرنسيون إلى الجزيرة. ولزيادة الطين بلة، كان حاكم الجزيرة، يوهانس دي غرايف، أول من يحيّي علم الولايات المتحدة في عام 1776، ما أدى إلى إثارة مزيد من الشكوك البريطانية بشأن الهولنديين. في عام 1778، رفض الهولنديون إقحامهم في دعم بريطانيا في الحرب ضد فرنسا. تذرّع البريطانيون بعدد من المعاهدات القديمة (1678، 1689، 1716) لدفع الجمهورية إلى دعمهم عسكريًا، ولكن كما حدث في حرب السنوات السبع، رفضت الحكومة الهولندية.